# Metropolia sliweńska
Metropolia sliweńska – jedna z eparchii Bułgarskiego Kościoła Prawosławnego, z siedzibą w Sliwenie.
Metropolia sliweńska została włączona w struktury Egzarchatu Bułgarskiego natychmiast po jego utworzeniu w 1870. Dzieli się na 7 dekanatów, w jej strukturach działają także następujące monastery:
- monaster św. Jerzego w Pomoriju, męski
- monaster Matki Bożej w Gornym ezerowie, żeński
- monaster św. św. Joachima i Anny w Lulakowie, męski
- monaster Ikony Matki Bożej „Życiodajne Źródło” w Golamo Bukowie – niezamieszkany
- monaster Matki Bożej w Kabile, żeński
- monaster Chrystusa Zbawiciela w Jambole, męski
- monaster Trójcy Świętej w Ustremie, żeński
- monaster św. Paraskiewy w Sotirii
- monaster św. Eliasza w Czintułowie

## Metropolici sliweńscy
- Serafin (Kinow), 1873–1896[4]
- Gerwazy (Georgijew), 1897–1919[5]
- Hilarion (Arabadżijew), 1922–1939[6]
- Eulogiusz (Georgijew), 1939–1947[7]
- Nikodem (Piperow), 1947–1980[8]
- Joannicjusz (Nedełczew), 1980[9]-2024[10]
- Arseniusz (Łazarow), od 2024[11]